# Zubní víla
Zubní víla nebo také Zoubková víla je postavou folklóru, která se váže k ranému dětství. Patří do západní a západem ovlivněné kultury. Podle folklóru mají děti, první vypadnutý mléčný zub uložit pod polštář nebo na noční stolek. Až usnou, přijde zubní víla a vymění zub za malou odměnu.
Ve Španělsku a hispanoamerice je ekvivalentem zubní víly El Ratón Pérez (Myšák Peréz).

## V populární kultuře
- Víla zuběnka – americký film režiséra Michaela Lembecka z roku 2010
- O zoubkové víle Zubničce – autor Nick Ellsworth, Slovart Praha 2004, ISBN 80-7209-587-0